# 니제르 찬가
니제르 찬가(La Nigérienne)는 니제르의 국가로 1961년부터 2023년까지 사용되었으며, 1961년에 채택되었다. 모리스 알베르 티리에가 작사하였으며 로베르 자케와 니콜라 아벨 프랑수아 프리오네가 작곡하였다.
2019년 11월 21일 마하마두 이수푸 대통령은 국가를 변경하기로 결정했다고 발표했다. 브리지 라피니 총리가 의장을 맡고있는 위원회는 "수정을 통해 현재의 국가를 반영하는 책임을 맡고 있다." 2018년에 창설된 이 책은 정부의 여러 회원과 약 15명의 "작문 및 음악 작곡 경험이있는 전문가"로 구성되어 있다.
문화 르네상스 장관인 아싸마나 말람 이싸는 "우리는 애국심을 가진 사람들에게 활력을 줄 수 있는 국가를 찾아야한다"고 말했다.

## 프랑스어가사
1절
Auprès du grand Niger puissant

Qui rend la nature plus belle,

Soyons fiers et reconnaissants

De notre liberté nouvelle !

2절
Evitons les vaines querelles

Afin d'épargner notre sang,

Et que les glorieux accents

De notre race soit sans tutelle !

3절
S'élève dans un même élan

Jusqu'à ce ciel éblouissant,

Où veille son âme éternelle

Qui fera le pays plus grand !
후렴
Debout ! Niger ! Debout !

Que notre œuvre féconde

Rajeunisse le cœur de ce vieux continent !

Et que ce chant s'entende

Aux quatre coins du monde

Comme le cri d'un peuple équitable et vaillant!

후렴
Debout ! Niger ! Debout!

Sur le sol et sur l'onde,

Au son des tam-tams

Dans leur rythme grandissant,

Restons unis toujours,

Et que chacun réponde

A ce noble avenir

Qui nous dit: - En avant !

## 한국어 번역
1절
위대하고 강한 니제르에서,
자연이 더욱이 아름다운 곳에서,
우리의 새로운 자유를 세웠으니
이를 자부하고 감사하자.
2절
헛된 싸움은 이제 피하자,
우리의 피를 흘리지 않도록.
우리 민족의 영광스러운 목소리가
지배에서 자유로울 수 있도록.
3절
단번의 도약으로 일어나
눈부신 하늘처럼 높이 서자
그것은 그 영원한 영혼을 지키며
이 나라를 더 위대하게 하리라!
후렴
일어나라! 니제르! 일어나라!
우리의 유익한 노동이
이 오랜 대륙의 심장을 다시 젊게 하기를!
그리고 이 노래가 울려퍼져
지구의 사방에서 들리며
옳고 용맹한 자들의 외침이 되기를!
일어나라! 니제르! 일어나라!
땅 위에서나 물 위에서나
박자를 키워 나가는
북들의 소리에 맞추어,
언제나 단합하여 있자,
모두가 이와 같이 응답하자,
이 고귀한 미래가
우리에게 말해주듯: "전진하라!"